# INSA de Lyon
L'Istituto Nazionale delle Scienze Applicate di Lione (in francese Institut national des sciences appliquées de Lyon), più semplicemente conosciuto come INSA de Lyon, è una scuola di ingegneria e un polo di ricerca scientifica, che si appoggia su dei valori umani che sono i fondamenti del suo modello da più di cinquant'anni.
Creata da Jean Capelle, allora rettore dell'Università di Dakar, l'INSA è stata aperta il 12 novembre 1957. I numerosi obiettivi, che la scuola si propone, ruotano attorno al creare e al formare degli ingegneri, al partecipare alla ricerca scientifica ma anche ad animare la regione facilitando l'ascensione sociale.
La scuola è situata sul campus LyonTech La Doua a Villeurbanne.
La sua offerta formativa comprende, oltre alla formazione di ingegneri di una durata di 5 anni, undici master di ricerca, dieci master di specializzazione, otto scuole di dottorato e numerosi corsi di formazione (formation continue).

## Formazione

### Ammissione
La procedura d'ammissione è comune a quella degli altri istituti nazionali delle scienze applicate. Si può accedere alla scuola dopo un diploma di tipo scientifico (baccalauréat S) o dei diplomi equivalenti di altri paesi. Esistono anche delle procedure d'accesso al terzo e al quarto anno. L'INSA de Lyon è l'unica scuola del gruppo INSA che non accetta l'accesso di studenti al secondo anno.

### Premier cycle
Dal 1969, il Primo Ciclo è costituito da due anni di insegnamenti fondamentali. Gli allievi-ingegneri ricevono una formazione scientifica di base, che include sia lavori pratici in équipe che lo studio delle scienze umane (lingue, comunicazione, cultura europea e mondiale, ecc.). Questa permette agli studenti di orientarsi verso una delle 12 specializzazioni del Secondo Ciclo. Esistono delle filiali internazionali (EURINSA, AMERINSA, ASINSA, SCAN).

### Second cycle
Il Secondo Ciclo ha una durata di 3 anni. Gli studenti hanno la possibilità di scegliere tra i 12 dipartimenti proposti:
- Biochimica e Biotecnologie (Biochimie et Biotechnologies) (BB);
- BioInformatica e Modellizzazione (BioInformatique et Modélisation) (BIM);
- Genio Civile e Urbanismo (Génie civil et urbanisme ) (GCU);
- Genio Elettronico (Génie électrique) (GE);
- Genio Energetico e Ambientale (Génie énergétique et environnement) (GEN);
- Genio Meccanico Concezione (Génie mécanique conception) (GMC);
- Genio Meccanico Sviluppo (Génie mécanique développement) (GMD);
- Genio Meccanico Processi (Génie mécanique procédés) (GMPP);
- Genio Industriale (Génie Industriel) (GI);
- Informatica (Informatique) (IF);
- Scienza e Genio dei Materiali (Science et Génie des Matériaux) (SGM);
- Telecomunicazioni, Servizi e Usi (Télécommunications, Services et Usages) (TC).

## Vita da studente
L'INSA de Lyon ha una capacità d'alloggio per 3 200 studenti divisi in undici residenze universitarie e dispone di un servizio di ristorazione. Si contano quattro ristoranti: 
- Le Grillon, specializzato in carne e pesce alla griglia;
- L'Olivier, pizzeria e ristorante italiano;
- Castor & Pollux, mensa tradizionale;
- Le Prévert, un fast food;

Inoltre la scuola organizza il più grande festival studentesco di Francia, chiamato 24h de l'INSA, organizzato ogni anno nel mese di maggio.